# ژاپن در ۲۰۲۴
ژاپن در سال ۲۰۲۴

## مسئولان
- امپراتور ژاپن: ناروهیتو[۱]
- نخست‌وزیر ژاپن: فومیو کیشیدا (حزب لیبرال دموکرات (ژاپن))
- دبیر ارشد کابینه: یوشیماسا هایاشی (لیبرال دموکرات)
- رئیس دادگستری ژاپن: سابورو توکورا
- رئیس مجلس نمایندگان: فوکوشیرو نوکاگا (لیبرال دموکرات)
- رئیس مجلس شوراها: هیده‌هیسا اوتسوجی (لیبرال دموکرات)

### ژانویه
- ۱ ژانویه -
  - شش بخش در هاماماتسو، استان شیزوئوکا، شامل ناکا-کو، هاماماتسو، می‌نامی-کو، هاماماتسو، هیگاشی-کو، هاماماتسو، نیشی-کو، هاماماتسو، و کیتا-کو، هاماماتسو، منحل شده و با دو بخش جدید، یعنی هامانا-کو، هاماماتسو و چو-کو، هاماماتسو جایگزین شدند.[۲]
  - یک زمین‌لرزه ۲۰۲۴ دریای ژاپن در استان ایشیکاوا،[۳] موجب کشته شدن ۲۴۱ نفر از مردم شد.[۴]
- ۲ ژانویه – برخورد باند فرودگاه هانه‌دا در سال ۲۰۲۴: یک هواپیما خطوط هوایی ژاپن ایرباس ای۳۵۰ ایکس‌دابلیوبی با یک هواپیمای گارد ساحلی ژاپن دی هاویلند کانادا دش ۸ در توکیو فرودگاه هانه‌دا برخورد می‌کند و آتش می‌گیرد. هواپیمای گارد ساحلی قرار بود به زلزله‌زدگان روز قبل در استان ایشیکاوا کمک‌رسانی کند. تمام ۳۷۹ سرنشین هواپیمای خطوط هوایی ژاپن تخلیه شدند، در حالی که پنج سرنشین از شش سرنشین هواپیمای گارد ساحلی کشته شدند.[۵]
- ۳ ژانویه - سه مرد در ایستگاه آکیهابارا، توکیو در قطاری با چاقو زخمی شدند. در رابطه با این حادثه یک زن توسط اداره پلیس کلانشهر توکیو دستگیر شد.[۶]
- ۱۹ ژانویه -
  - ژاپن پنجمین کشوری شد که با مأموریت فرودگر ماه کاوشگر هوشمند برای بررسی ماه با موفقیت بر سطح ماه فرود آمد.
  - رسوایی صندوق فاسد احزاب سیاسی ژاپن ۲۰۲۴–۲۰۲۳: چندین قانونگذار حزب لیبرال دموکرات (ژاپن) در یک رسوایی مربوط به سوء استفاده از بودجه انتخاباتی، از جمله قانونگذاران فعلی یاسوتادا اونو و یائیچی تانیگاوا متهم شدند، که هر دو به دنبال کیفرخواست خود از حزب استعفا دادند.[۷]جناح‌های سیوا سیساکو کنکیو کای، کوچیکای و شیسویکای حزب لیبرال دموکرات، همگی قصد خود را برای انحلال در نتیجه رسوایی اعلام کردند.[۸]
- ۲۳ ژانویه – دو کارگر راه‌آهن در حین تلاش برای رفع قطعی شدید برق که باعث خاموش شدن سیستم شینکانسن در قسمتی که توسط شرکت راه‌آهن شرق ژاپن بین ایستگاه اومیا (سایتاما) در سایتاما (شهر) و ایستگاه اوئنو در توکیو اداره می‌شود، بر اثر برق گرفتگی مجروح شدند. یک قطار نیز در این قطعی برق آسیب دید.[۹][۱۰]
- ۲۴ ژانویه – کارولینا شینو متولد اوکراین به عنوان برنده جایزه بزرگ سال ۲۰۲۴ میس نیپون جشنواره زیبایی اعلام شد.[۱۱]او اولین شهروند خارجی است که پس از درآمدن به تابعیت ژاپنی برنده این مسابقه شده است.[۱۲]پیروزی او جرقه بحث‌هایی را در مورد «ژاپنی بودن» و تغییر جمعیت‌شناسی ژاپن برانگیخت.[۱۳][۱۴][۱۵][۱۶]
- ۲۵ ژانویه – نتیجه دادگاه آتش‌افروزی عمدی در استودیوی انیمیشن کیوتو: دادگاه «شینجی آئوبا» را به مرگ به دلیل حمله سال ۲۰۱۹ آتش‌افروزی به استودیو کیوتو انیمیشن فوشیمی، کیوتو که ۳۶ نفر را کشت، محکوم کرد.[۱۷]
- ۲۶ ژانویه - بمب‌گذاری در صنایع سنگین میتسوبیشی در سال ۱۹۷۴: پلیس اعلام کرد که به عقیده آنها «ساتوشی کیریشیما»، یکی از اعضای جبهه مسلح ضد ژاپن آسیای شرقی را دستگیر کرده است او کسی است که ۵۰ سال است سال‌ها به خاطر نقشش در یک سری بمب‌گذاری در شرکت‌ها از عدالت فراری بوده است.[۱۸]
- ۲۹ ژانویه - مردی که گمان می‌رود ساتوشی کیریشیما باشد درگذشت.[۱۹] مقایسه DNA با خویشاوندان هویت او را به عنوان کیریشیما تأیید می‌کند.[۲۰]

### فوریه
- ۵ فوریه - کارولینا شینو متولد اوکراین پس از انتشار اخباری مبنی بر رابطه نامشروع او با مردی متأهل، از عنوان خود به عنوان برنده جایزه بزرگ سال ۲۰۲۴ میس نیپون جشنواره زیبایی صرف نظر کرد.[۲۱][۲۲]
- ۲۷ فوریه - سونی اعلام کرد که ۹۰۰ شغل را در سراسر نیروی کار خود در سراسر جهان کاهش می‌دهد و بسته شدن استودیو لندن را به عنوان بخشی از بازسازی پیشنهاد می‌کند.[۲۳]

### مارس
- ۴ مارس – نیکی ۲۲۵ برای اولین بار به ۴۰۰۰۰ امتیاز می‌رسد.[۲۴]
- ۱۱ مارس – در پی یک ریزش بهمن در کوه یوتئی در هوکایدو دو اسکی‌باز نیوزیلندی کشته و یک نفر دیگر مجروح شد.[۲۵]
- ۱۲ مارس – دادگاهی در استان فوکوئوکا حکم اعدام یاکوزا کودو-کای رهبر ساتورو نومورا را که به دلیل قتل در سال ۱۹۹۸ صادر شده بود لغو و او را به حبس ابد محکوم کرد.[۲۶]
- ۱۳ مارس –
  - موشک کایروس-۱‏، طراحی شده توسط اسپیس وان به عنوان اولین موشک ساخت خصوصی ژاپن، چند ثانیه پس از پرتاب اولیه خود از کوشیموتو، واکایاما، استان واکایاما منفجر می‌شود.[۲۷]
  - پارک تفریحی فوجی-کیو هایلند حذف ترن هوایی معروف دو-دودونپا را اعلام کرد،[۲۸]دو-دودونپا از اوت ۲۰۲۱ به دنبال حوادث متعددی که منجر به مجروح شدن مردم در همان سال شده بود، استفاده نمی‌شد.[۲۹]
  - دادگاه ناحیه توکیو به دولت دستور می‌دهد بقایای جسد رهبر شوکو آساهارا را که در سال ۲۰۱۸ به جرم حادثه حمله با گاز سارین در متروی توکیو در سال ۱۹۹۵ اعدام شده بود به خانواده اش بازگردانده شود.[۳۰]
  - در دعاوی جداگانه، دادگاه عالی ساپورو و دادگاه ناحیه توکیو حکم می‌کنند که عدم به رسمیت شناختن به رسمیت شناختن اتحادیه‌های همجنس‌گرایان در ژاپن خلاف قانون اساسی است.[۳۱]
- **دادگاه ناحیه توکیو وزیر دادگستری سابق میتو کاکیزاوا را به خرید رأی به ارزش ۲٫۸ میلیون ین (۱۹٬۰۰۰ دلار) در جریان انتخابات شهرداری در بخش کوتو-کو، توکیو توکیو محکوم کرد. در آوریل ۲۰۲۳ و او را به دو سال حبس تعلیقی محکوم می‌کند.[۳۲]
  - دادگاه ناحیه توکیو، عضو سابق مجلس مشاوران و یوتیوبر یوشیکازو هیگاشیتانی را به اتهام آزار و اذیت آنلاین محکوم و او را به سه سال حبس تعلیقی محکوم کرد.[۳۳]
- ۱۶ مارس – گسترش راه‌آهن هوکوریکو شینکانسن از کانازاوا، ایشیکاوا به تسوروگا، فوکوئی تکمیل شد.[۳۴]
- ۲۰ مارس –
  - کشتی حمل مایعات، کیو یونگ سان متعلق به کره جنوبی، در سواحل استان یاماگوچی هنگام طوفان واژگون می‌شود. نه خدمه اعضای آن مرده پیدا شدند، در حالی که دو نفر ناپدید شدند.[۳۵] |
  - آیکو، شاهدخت توشی (تنها فرزند امپراتور ناروهیتو و ماساکو) فارغ‌التحصیل دانشگاه گاکوشوئین است.[۳۶]
- ۲۶ مارس – کابینه دوم کیشیدا (تعدیل دوم) اجازه فروش و صادرات هواپیماهای جنگنده به کشورهای دیگر را یرای آرمان‌های صلح طلب می‌دهد.[۳۷]
- ۲۹ مارس – پس از اینکه نخست‌وزیر فومیو کیشیدا اعلام کرد که مایل است شخصاً با رهبر کیم جونگ اون ملاقات کند، رسانه دولتی کره شمالی به نقل از وزیر امور خارجه چوئه سون هوی گفت که کره شمالی هرگونه مذاکره با ژاپن در مورد هر موضوعی از جمله  ربوده شدگان ژاپنی را رد می‌کند.[۳۸]
- ۳۰ مارس - رسوایی برنج مخمر قرمز کوبایاشی: مقامات به تأسیسات شرکت داروسازی کوبایاشی در اوساکا پس از مرگ پنج نفر بر اثر نارسایی کلیه مرتبط با مصرف مکمل‌های بهداشتی حاوی کپک قرمز «بنی کوجی» یورش بردند. ' '[۳۹]

### آوریل
- ۱ آوریل -
  - یک مقیاس‌های بزرگی لرزه‌ای زمین‌لرزه ۶٫۰ استان ایواته، دو نفر را مجروح کرد.[۴۰]
  - دودمان یاماتو برای اولین بار در اینستاگرام حساب باز کرد.[۴۱]
  - آیکو، شاهدخت توشی به عنوان کارمند قراردادی تمام وقت به انجمن صلیب سرخ ژاپن پیوست.[۴۲]
- ۲ آوریل - فرماندار استان شیزوئوکا، هه‌ایتا کاواکاتسو استعفای خود را در پی هیاهوی اظهاراتی که روز گذشته در مورد مقایسه کارمندان دولت با سایر مشاغل انجام داد، استعفا داد.[۴۳]
- ۳ آوریل – یک زمین‌لرزه ۷٫۴ ریشتری در سواحل تایوان رخ داد که باعث هشدار سونامی برای استان اوکیناوا در ژاپن شد. پس از آن یک سونامی ۳۰ سانتی‌متری در جزیره یوناگونی و جزیره میاکو مشاهده شد. در حالی که یک سونامی ۲۰ سانتی‌متری به جزیره ایشیگاکی رسید.[۴۴][۴۵]
- ۱۵ آوریل – دستور تخلیه نزدیک به ۶۰۰۰۰ نفر از ساکنان ناها، اوکیناوا به دلیل خطرات رانش زمین ناشی از باران‌های شدید صادر شد.[۴۶][۴۷]
- ۱۷ آوریل – زمین لرزه ای به بزرگی ۶٫۶ در امتداد کانال بونگو بین شیکوکو و کیوشو باعث زخمی شدن ۱۲ نفر شد.[۴۸]
- ۲۰ آوریل – سقوط دو فروند میتسوبیشی اچ-۶۰ هلیکوپتر نیروی دریانوردی دفاع‌ازخود ژاپن در اقیانوس آرام در پی یک برخورد احتمالی در حین تمرین آموزشی در نزدیکی توری-شیما (جزایر ایزو) و کشته شدن هشت نفر.[۴۹]
- ۲۳ آوریل – یک مهمانی باغ امپراتوری بهاری در املاک آکاساکا برگزار شد که طی آن آیکو، شاهدخت توشی اولین حضور خود را انجام داد.[۵۰]
- ۲۵ آوریل - هیرویوکی میازاوا از عضویت مجلس نمایندگان (ژاپن) پس از انتشار گزارش‌هایی مبنی برداشتن رابطه غیرنظامی او، استعفا داد.[۵۱]
- ۲۸ آوریل - انتخابات میان‌دوره‌ای برای سه کرسی در مجلس نمایندگان (ژاپن) (منطقه ۱۵ توکیو، منطقه یک شیمانه و منطقه سه ناگاساکی) برگزار شد. حزب دموکراتیک مشروطه ژاپن در تمامی این نواحی برنده شد.[۵۲]

### مه
- ۱۴ مه – در تصادف هفت وسیله نقلیه در امتداد آزادراه‌های توکیو در استان تودا، سایتاما سه نفر کشته و دو نفر مجروح شدند.[۵۳]
- ۱۷ مه -
  - دایت ملی لایحه ای را تصویب می‌کند که به دنبال اجازه دادن به حضانت مشترک فرزند برای زوج‌های مطلقه است.[۵۴]
  - سه عضو حزب تسوباسا، از جمله نامزد انتخابات میان دوره‌ای مجلس نمایندگان در ۲۸ آوریل به ظن اخلال تجمع‌ها در مبارزات انتخاباتی نامزدهای دیگر دستگیر شدند.[۵۵]
- ۲۳ مه – در پی آتش‌سوزی خانه در شیناگاوا-کو، توکیو، توکیو، چهار نفر، از جمله سه کودک، در شرایط مشکوکی جسد پیدا کردند.[۵۶]
- ۲۴ مه - یک افسر مشروط در اوتسو، شیگا کشته شد، حادثه ای که گمان می‌رود اولین مورد از این نوع در ژاپن از سال ۱۹۶۴ میلادی باشد.[۵۷]
- ۲۶ مه - انتخابات فرمانداری استان شیزوئوکا ۲۰۲۴: شهردار سابق هاماماتسو و نامزد مورد حمایت مخالفان یاسوتومو سوزوکی به عنوان فرماندار انتخاب شد.[۵۸]
- ۳۰ مه - یکی از اعضای نیروهای دفاع‌ازخود ژاپن در حین یک حادثه آموزشی در زمین تمرینی کیتافوجی در استان یاماناشی بر اثر انفجار نارنجک کشته شد.[۵۹]

### ژوئن
- ۳ ژوئن – زلزله ای به بزرگی ۵٫۸ ریشتر استان ایشیکاوا را لرزاند و دو نفر مجروح شدند.[۶۰] و تخریب پنج خانه.[۶۱]
- ۴ ژوئن – مقامات به مقر تویوتا به عنوان بخشی از تحقیق در مورد دستکاری داده‌ها در طول آزمایش‌های گواهی ایمنی یورش بردند.[۶۲]
- ۶ ژوئن – در پی انفجار در یک کارخانه کشتی سازی در نیشی‌ناری، اوساکا هفت کارگر مجروح شدند.[۶۳]
- ۷ ژوئن – چهار ساختمان در آتش‌سوزی در یوکوهاما چایناتاون ویران شدند.[۶۴]
- ۸ ژوئن – کادوکاوا و پلتفرم پخش ویدئو نیکونیکو از حمله سایبری به کادوکاوا و نیکونیکو در سال ۲۰۲۴، که توسط یک گروه هکر به نام بلک‌سوئیت انجام شد، دچار مشکل شدند.[۶۵]
- ۱۰ ژوئن - دولت اجازه اخراج پناهجویانی را می‌دهد که درخواست آنها چندین بار رد شده است.[۶۶]
- ۱۴ ژوئن - یایو کیمورا، شهردار سابق کوتو-کو، توکیو، توکیو به دلیل خرید رای توسط دادگاه ناحیه توکیو به ۱٫۵ سال زندان تعلیقی محکوم شد.[۶۷]
- ۲۰ ژوئن –
  - درخواست رأی عدم اعتماد علیه کابینه کیشیدا که توسط حزب دموکراتیک مشروطه ژاپن در مجلس نمایندگان (ژاپن) مطرح شده بود، شکست خورد.[۶۸]
  - وزارت امور خارجه ژاپن تحریم‌هایی را علیه شرکت‌های مستقر در چین، هند، قزاقستان و ازبکستان به دلیل حمایت ادعایی آنها از روسیه در جنگ روسیه و اوکراین اعلام کرد.[۶۹]
- ۲۸ ژوئن –
  - هزاران نفر در اطراف سفارت ایالات متحده آمریکا در توکیو به دلیل اتهام‌های متعدد موارد تعرض جنسی مربوط به نیروهای مسلح ایالات متحده آمریکا علیه ساکنان جزیره اوکیناوا اعتراض کردند.[۷۰]
  - دولت ژاپن رسماً به استفاده از فلاپی‌دیسکها در تراکنش‌های خود پایان می‌دهد.[۷۱]

### ژوئیه
- ۲ ژوئیه - رسوایی برنج مخمر قرمز کوبایاشی: ۷۶ مرگ و میر بیشتر و حداقل ۵۰۰ بستری شدن در بیمارستان در ژاپن به دلیل استفاده از مکمل‌های برنج مخمر قرمز توزیع شده توسط داروسازی کوبایاشی، باعث بیماری کلیوی و سایر علائم شدید مشاهده شد.[۷۲]
- ۳ ژوئیه – دیوان عالی ژاپن حکم می‌کند که قانون منحله اصلاح نژادی که منجر به عقیم‌سازی اجباری ۲۴۵۰۰ نفر از سال ۱۹۴۸ تا ۱۹۹۶ شد، از این پس غیرقانونی است.[۷۳]
- ۷ ژوئیه - انتخابات فرمانداری توکیو ۲۰۲۴: یوریکو کوایکه دوباره به عنوان فرماندار توکیو انتخاب شد.[۷۴]
- ۸ ژوئیه – ژاپن و فیلیپین پیمان دفاعی را امضا کردند که به استقرار نیروهای دفاع‌ازخود ژاپن به فیلیپین برای رزمایش اجازه می‌دهد.[۷۵]
- ۱۲ ژوئیه – سه نفر بر اثر رانش زمین در ماتسویاما، اهیمه جان خود را از دست دادند.[۷۶]
- ۱۶ ژوئیه – مردی در شهرداری تاکاهاما، آیچی، استان آیچی خود را به آتش کشید و خود و سه کارمند شهر را مجروح کرد.[۷۷]
- ۱۷ ژوئیه - نخست‌وزیر فومیو کیشیدا رسماً از ۱۳۰ قربانی اجباری عقیم‌سازی تحت قانون حفاظت از اصلاح نژادی که در ۳ ژوئیه خلاف قانون اساسی اعلام شد، عذرخواهی کرد و اقدامات غرامت برای بیش از ۲۵۰۰۰ قربانی آسیب دیده و بستگان آنها را تصویب کرد.[۷۸]
- ۱۹ ژوئیه – ریو ساکای از سمت رئیس ستاد نیروی دریانوردی دفاع‌ازخود ژاپن در پی انتقادات به دلیل یک سری رسوایی‌ها در این سرویس استعفا داد.[۷۹]
- ۲۳ ژوئیه — *۲۳ ژوئیه - دولت ژاپن برای اولین بار در پاسخ به خشونت علیه فلسطینیان، شهرک نشینان غیرقانونی اسرائیل در کرانه باختری را تحریم کردند.[۸۰]
- ۲۶ ژوئیه تا ۱۱ اوت - ژاپن در بازی‌های المپیک تابستانی ۲۰۲۴: هیئت المپیک ژاپن ۲۰ مدال طلا، ۱۲ نقره و ۱۳ مدال برنز کسب کرد و از بین ۸۴ کشور شرکت کننده در بازی‌های المپیک تابستانی ۲۰۲۴ در پاریس در جایگاه سوم قرار گرفت.[۸۱]
- ۲۷ ژوئیه – معدن مینه توسط یونسکو به عنوان میراث جهانی تعیین شده است.[۸۲]
- ۲۸ ژوئیه - سه نفر گزارش شده است در روزهای بعدی استان یاماگاتا و استان آکیتا سیل ناشی از باران شدید کشته شدند.[۸۳][۸۴]
- ۲۹ ژوئیه - به دنبال شیوع «استافیلوکوک اورئوس» مرتبط با اوناگی (غذا) آلوده که در فروشگاه بزرگ کیکو در یوکوهاما فروخته می‌شد، یک نفر کشته و ۱۴۷ نفر دیگر بیمار شدند.[۸۵]

### اوت
- ۳ اوت - موج گرما در ژاپن در سال ۲۰۲۴: مرکز هواشناسی ژاپن هشدارهای گرمای بیش از حد را برای ۳۷ استان از ۴۷ استان در میان امواج گرمایی که حداقل ۵۹ نفر را بر اثر گرماگرفتگی از آوریل کشته است، صادر می‌کند.[۸۶] متعاقباً گزارش شده است که حداقل ۱۲۳ نفر، که بسیاری از آنها مسن بودند، بر اثر بیماری گرمایی تنها در ماه ژوئیه در منطقه کلان‌شهری توکیو جان خود را از دست داده‌اند.[۸۷]
- ۵ اوت -
  - نیکی ۲۲۵ شاخص بازار سهام بیش از ۱۲ درصد سقوط می‌کند و بدترین کاهش دو روزه خود در تاریخ و بزرگ‌ترین درصد کاهش روزانه خود را از دوشنبه سیاه (۱۹۸۷) در اکتبر ۱۹۸۷ تجربه می‌کند.[۸۸]
  - وب‌سایت رسمی کادوکاوا و پلتفرم اشتراک‌گذاری ویدیو نیکونیکو پس از یک تعطیلی دوماهه به دلیل حمله باج‌افزاری در ۸ ژوئن دوباره آنلاین می‌شوند. نتیجه تحقیق‌های منتشر شده در همان روز تأیید می‌کند که این حمله اطلاعات ۲۵۴۲۴۱ کاربر را درز/هک کرده است.[۸۹]
- ۶ اوت –
  - شرکت شکار نهنگ کیودو سنپاکو انجام اولین کشتار نهنگ تیغ‌باله کشور را در پنجاه سال گذشته در سواحل استان ایواته اعلام کرد.[۹۰]
  - شاخص بازار سهام نیکی ۲۲۵ یک روز پس از کاهش بیش از ۱۲ درصدی، بیش از ۱۰ درصد افزایش یافت و بازارهای جهانی را تکان داد.[۹۱]
- ۷ اوت – سفیران ایالات متحده و بریتانیا در ژاپن قصد خود را برای تحریم مراسم هفتاد و نهمین سالگرد بمباران اتمی هیروشیما و ناگاساکی پس از تصمیم شهردار شیرو سوزوکی مبنی بر عدم دعوت از «گیلاد کوهن» سفیر اسرائیل به دلیل نگرانی در مورد اعتراضات علیه جنگ اسرائیل و حماس، اعلام کردند.[۹۲]
- ۸ اوت -
  - زمین‌لرزه ۲۰۲۴ هیوگا نادا در سواحل استان میازاکی برخورد می‌کند که حداقل ۵ نفر را مجروح و سونامی ۰٫۵ متری ایجاد کرد.[۹۳][۹۴] این زمین لرزه مرکز هواشناسی ژاپن را وادار می‌کند تا توصیه ای برای 'اطلاعات اضافی زلزله نانکای' صادر کند.[۹۵] اما تصریح می‌کند که قریب‌الوقوع نبوده است.[۹۶] این اخطار در ۱۵ اوت لغو می‌شود و هیچ فعالیت لرزه ای عمده ای ثبت نشده است.[۹۷]
  - رسوایی برنج مخمر قرمز کوبایاشی: شرکت داروسازی کوبایاشی اعلام کرد که تولید مکمل‌های «بنی کوجی» را متوقف خواهد کرد.[۹۸]
- ۱۴ اوت - نخست‌وزیر کیشیدا نامزدی خود را برای انتخاب مجدد در انتخاب رهبری حزب لیبرال دموکرات که در سپتامبر برنامه‌ریزی شده بود، پس می‌گیرد، که به دوره نخست‌وزیری او نیز پایان می‌دهد.[۹۹]
- ۱۵ اوت - مگومی هیروسه به دلیل رسوایی به دلیل ادعای تقلب در حقوق و دستمزد مربوط به یک منشی بدون وظیفه، از عضویت مجلس مشاوران از استان ایواته استعفا داد.[۱۰۰]
- ۱۶ اوت - با نزدیک شدن توفان آمپیل (۲۰۲۴) به کشور، به هزاران نفر در شمال ژاپن دستور تخلیه داده شد.[۱۰۱]
- ۲۰ اوت – تومیکو ایتوئوکا، یک ۱۱۶ ساله ساکن آشیا، هیوگو، تبدیل به فهرست مسن‌ترین افراد زنده شد.[۱۰۲]
- ۲۶ اوت - ژاپن اولین حمله هواپیماهای نظامی چینی به حریم هوایی خود را پس از پرواز یک هواپیمای تجسسی شانشی وای-۹ بر فراز جزایر دانجو در استان ناگاساکی به مدت دو دقیقه اعلام کرد.[۱۰۳]
- ۲۷ اوت – سه نفر در پی رانش زمین در گاماگوری، آیچی، استان آیچی در میان هوای شدید ناشی از تایفون شانشان کشته شدند.[۱۰۴]
- ۲۸ اوت – مانابو هوری به دلیل رسوایی به دلیل اهدای پول تسلیت به انتخاب‌کنندگان برای مراسم تشییع جنازه که شخصاً در آن شرکت نکرده بود، از عضویت مجلس نمایندگان (ژاپن) از هوکایدو به دلیل نقض قوانین انتخاباتی استعفا داد.[۱۰۵]
- ۲۹ تا ۳۱ اوت – صدها پرواز لغو شد و مرکز هواشناسی ژاپن هشداری را در استان کاگوشیما صادر کرد، زیرا تایفون شانشان به این منطقه رسید.[۱۰۶]

### سپتامبر
- ۵ سپتامبر – بلاروس در ماه ژوئیه یک تبعه ژاپنی را به ظن جاسوسی از تأسیسات حیاتی در امتداد مرز با اوکراین به نمایندگی از سرویس‌های اطلاعاتی ژاپن، دستگیر کرد.[۱۰۷]
- ۶ سپتامبر - شاهزاده هیساهیتو آکیشینو، دومین جانشین تاج و تخت ژاپن (برادرزاده امپراتور ناروهیتو)، ۱۸ ساله شد و به سن بلوغ رسید.[۱۰۸]
- ۱۷ سپتامبر – یوشیهیرو هیداکا، رئیس یاماها موتور پس از اصابت چاقو، ظاهراً توسط دخترش، در محل سکونت آنها در ایواتا، شیزوئوکا مجروح شد.[۱۰۹]
- ۱۸ سپتامبر - سیچی کاتسورادا، مدیر عامل شرکت تفریحی شیره‌توکو، به دلیل اتهام‌های مربوط به غرق شدن کشتی کازو وان در سال ۲۰۲۲ که باعث کشته شدن تمامی ۲۶ سرنشین کشتی شد، دستگیر شد.[۱۱۰]
- ۲۱ تا ۲۳ سپتامبر – در پی سیل و رانش زمین ناشی از باران شدید در استان ایشیکاوا، هفت نفر کشته و شش نفر دیگر مفقود شدند.[۱۱۱]
- ۲۱ سپتامبر – فینال جام جهانی راگبی اقیانوس آرام در سال ۲۰۲۴ در اوساکا برگزار می‌شود که تیم ملی اتحادیه راگبی ژاپن با نتیجه ۱۷ بر ۴۱ از دارندگان عنوان تیم ملی اتحادیه راگبی فیجی شکست خورد.[۱۱۲]
- ۲۲ سپتامبر – تیم ملی فوتبال زیر ۲۰ سال زنان ژاپن در فینال جام جهانی فوتبال زنان زیر ۲۰ سال ۲۰۲۴ با نتیجه ۰–۱ مغلوب تیم ملی فوتبال زیر ۲۰ سال زنان کره شمالی در بوگوتا، کلمبیا شد.[۱۱۳]
- ۲۳ سپتامبر -
  - انتخابات ریاست حزب دموکراتیک مشروطه ژاپن در سال ۲۰۲۴: نخست‌وزیر سابق یوشیهیکو نودا به عنوان رهبر حزب دموکراتیک مشروطه ژاپن انتخاب شد و دبیر ارشد سابق کابینه یوکیئو ادانو را با ۲۳۲ امتیاز به ۱۸۰ شکست داد.[۱۱۴]
  - جت‌های جنگنده ژاپنی شلیک اخطار را برای اولین بار به سوی روسیه هواپیمای نظامی پس از تجاوز به حریم هوایی ژاپن شلیک کردند.[۱۱۵]
- ۲۵ سپتامبر – نیروی دریانوردی دفاع‌ازخود ژاپن کشتی جنگی جی‌اس سازانامی را برای اولین بار به تنگه تایوان می‌فرستد تا طبق گزارش‌ها «پیامی را به چین منتقل کند».[۱۱۶]
- ۲۶ سپتامبر - ایوائو هاکامادا، باسابقه‌ترین صف مرگ زندانی جهان که از سال ۱۹۶۸ منتظر اعدام احتمالی خود بوده است، پس از محاکمه مجدد برای چهار قتل توسط دادگاهی در شیزوئوکا تبرئه شد.[۱۱۷]
- ۲۷ سپتامبر - انتخابات ریاست حزب لیبرال دموکرات ژاپن در سال ۲۰۲۴ وزیر دفاع سابق شیگرو ایشیبا با شکست هشت نامزد دیگر رئیس حزب لیبرال دموکرات (ژاپن) /رهبر حزب لیبرال دموکرات (ژاپن) شد.[۱۱۸]
- ۳۰ سپتامبر - به پیشنهاد نخست‌وزیر شیگرو ایشیبا که خواستار انتخابات عمومی ژاپن در سال ۲۰۲۴ بود، این انتخابات در ۲۷ اکتبر ۲۰۲۴ برگزار می‌شود.[۱۱۹]

### اکتبر
- ۱ اکتبر - شیگرو ایشیبا به عنوان صد و دومین نخست‌وزیر ژاپن سوگند یاد کرد و کابینه ایشیبا تشکیل شد.[۱۲۰]
- ۲ اکتبر -
  - موزه نینتندو، اولین موزه اختصاص داده شده به تاریخ نینتندو در اوجی، کیوتو، کیوتو افتتاح می‌شود.[۱۲۱]
  - بمبی که در جریان جنگ جهانی دوم انداخته شد، در تاکسی‌راهی در فرودگاه میازاکی منفجر شد و بیش از ۸۰ پرواز را لغو کرد.[۱۲۲][۱۲۳]
- ۶ اکتبر - تارسیزیو ایسائو کیکوچی، اسقف اعظم توکیو، توسط پاپ فرانسیس به عنوان کاردینال نامگذاری شد، تاریخ ارتقای او به مجمع کاردینال‌ها در ۸ دسامبر برنامه‌ریزی شد.[۱۲۴]
- ۹ اکتبر - نخست‌وزیر ایشیبا مجلس نمایندگان را منحل کرد.[۱۲۵]
- ۱۱ اکتبر - کنفدراسیون سازمان‌های ژاپن برای آسیب‌دیده‌های بمب‌های اتمی و هیدروژنی، گروهی که توسط هیباکوشا تأسیس شد، جایزه جایزه صلح نوبل را برای کمپین خود علیه سلاح‌های هسته‌ای دریافت کرد که کمک زیادی به ایجاد تابو هسته ای بود.[۱۲۶]
- ۱۷ اکتبر - شیوع آنفلوانزای پرندگان در مزرعه ای در آتسوما، هوکایدو، هوکایدو گزارش شد که باعث حذف ۱۹۰۰۰ طیور شد.[۱۲۷]
- ۱۹ اکتبر - مردی پس از پرتاب مواد محترقه به مقر حزب لیبرال دموکرات (ژاپن) در توکیو و کوبیدن وسیله نقلیه خود به حصار خارج از اقامتگاه رسمی نخست‌وزیر (ژاپن) دستگیر شد.[۱۲۸]
- ۲۷ اکتبر – انتخابات سراسری ژاپن (۲۰۲۴): LDP برای اولین بار از زمان ۲۰۰۹ اکثریت پارلمانی خود را از دست داد.[۱۲۹]
- ۲۸ اکتبر - استفان کافمن، مدیر عامل شرکت، شرکت المپوس به دنبال ادعاهایی مبنی بر خرید داروهای غیرقانونی از سمت خود استعفا داد.[۱۳۰]
- ۳۰ اکتبر - دادگاه عالی توکیو حکم کرد که عدم به رسمیت شناختن ازدواج همجنس‌گرایان در ژاپن خلاف قانون اساسی و تبعیض‌آمیز است.[۱۳۱]

### نوامبر
- ۶ نوامبر - برف زمستانی در کوه فوجی دیر هنگام‌ترین شکل‌گیری خود را از زمان شروع رکوردها در سال ۱۸۹۴ تشکیل می‌دهد.[۱۳۲]
- ۹ نوامبر - تتسوئو سایتو پس از یک گردهمایی فوق‌العاده حزب به جای کی‌ایچی ایشی که کرسی پارلمان خود را در انتخابات عمومی از دست داد، رهبر کومیتو شد.[۱۳۳]
- ۱۰ نوامبر – نیروی دریانوردی دفاع‌ازخود ژاپن مین روب «اوکوشیما» در سواحل اوشیما، فوکوئوکا آتش گرفت و غرق شد و یکی از خدمه ناپدید شد.[۱۳۴]
- ۱۱ نوامبر - شیگرو ایشیبا طی یک جلسه فوق‌العاده رژیم با شکست یوشیهیکو نودا، مجدداً به عنوان نخست‌وزیر انتخاب شد.[۱۳۵]
- ۱۳ نوامبر – مرجع مقررات هسته‌ای راکتور شماره ۲ نیروگاه هسته‌ای تسوروگا را از راه‌اندازی مجدد فعالیت‌ها با استناد به احتمال وجود خطوط گسل فعال در مجاورت آن محروم کرد.[۱۳۶]
- ۱۶ نوامبر - قطاری که توسط JR Freight در نزدیکی هاکوداته از ریل خارج شد و باعث اختلال در خدمات قطار در هوکایدو شد.[۱۳۷]
- ۱۷ نوامبر -
  - یک قایق تفریحی پس از برخورد با یک یدک‌کش در دریای داخلی استو در سواحل کوداماتسو، یاماگوچی، استان یاماگوچی غرق شد و سه نفر کشته شدند.[۱۳۸]
  - انتخابات فرمانداری هیوگو ۲۰۲۴: موتوهیکو سایتو پس از برکناری در سپتامبر به دلیل اتهامات سوء رفتار، برای یک دوره جدید به عنوان فرماندار استان هیوگو انتخاب شد.[۱۳۹]
- ۲۲ نوامبر - Etsuro Sotoo به عنوان اولین کسی از ژاپن اعلام شد که برنده جایزه راتزینگر برای کمک‌هایش در ساخت کلیسای ساگرادا فامیلیا در بارسلون، اسپانیا شده است.[۱۴۰]

### دسامبر
- ۱ دسامبر - استان اوساکا فرماندار هیروفومی یوشیمورا به عنوان رهبر حزب نوآوری ژاپن انتخاب شد.[۱۴۱]
- ۴ دسامبر -
  - یوئیچیرو تاماکی به دلیل جنجال بر سر ورود او به رابطه خارج از ازدواج تا ۳ مارس ۲۰۲۵ از رهبری حزب دموکراتیک برای مردم تعلیق شد. موتوهیسا فوروکاوا جایگزین او شد.[۱۴۲]
  - ساکی توسط یونسکو به عنوان یک میراث فرهنگی ناملموس شناخته شد.[۱۴۳]
- ۱۲ دسامبر – قانونی که استفاده از شاهدانه (سرده) و تتراهیدروکانابینول را جرم‌انگاری می‌کند به اجرا در می‌آید.[۱۴۴]
- ۱۳ دسامبر – دادگاه عالی فوکوئوکا حکم می‌کند که عدم به رسمیت شناختن به رسمیت شناختن اتحادیه‌های همجنس‌گرایان در ژاپن برخلاف قانون اساسی ژاپن است و حق تعقیب شادی را نقض می‌کند.[۱۴۵]

## سینما
- فهرست فیلم‌های شماره یک گیشه ژاپن (۲۰۲۴)